# 天生歌姬
《天生歌姬》是美國歌手克莉絲汀·阿奎萊拉的第五張錄音室專輯，於2006年8月9日由RCA唱片以雙CD形式發行。作為專輯的執行製作人，阿奎萊拉與大量製作人合作，其中包括DJ普雷米尔、里奇·哈里森、羅布·劉易斯、馬克·朗森與琳达·佩里。專輯的錄製工作在2006年1月展開，直至4月結束，並在美國跟英國多間錄音室進行錄音。
專輯受到1920至50年代阿奎萊拉的偶像啟發，當中包括比莉·荷莉戴、奧蒂斯·雷丁、伊特·珍跟艾拉·費茲潔拉。阿奎萊拉形容專輯是舊版爵士、靈魂樂與現代風格的融合。專輯是一張流行、藍調與節奏藍調作品，其中第一張光碟不少歌曲皆為帶有節奏藍調、嘻哈跟城市元素的歌曲，並取樣自過往作品，而第二張光碟的則為全原創作品（除了〈甜心寶貝〉取樣自〈Tarzan & Jane Swingin〉）。專輯的歌詞主要受到阿奎萊拉的個人經歷啟發，包括跟喬丹‧布萊特曼於2005年展開的婚姻。
為了塑造全新角色人格，阿奎萊拉衍生出名為「寶貝珍」的新另我，並受到荷里活經典女演員啟發而改變公眾形象。她於2006年中至2007年初出席多場表演以宣傳專輯，包括「2006年MTV電影大獎」跟「2006年MTV音樂錄影帶大獎」。阿奎萊拉其後亦在2006年底至2008年底舉行「天生歌姬全球巡迴演唱會」，在北美、亞洲、歐洲興中東多個國家巡迴演出。《天生歌姬》一共發行了三首國際单曲：〈非你莫屬〉、〈傷害〉跟〈甜心寶貝〉。〈冷靜點，寶貝〉僅在澳洲作為單曲發行，而〈我的母親〉則在數個歐洲國家作為單曲發行。
《天生歌姬》於發行前後獲得樂評家整體工面的評價，包括讚揚專輯在音樂性比起阿奎萊拉過往專輯更多樣，但亦有對於專輯長度的批評。專輯發行後獲得葛萊美獎的「最佳流行演唱專輯」提名，而主打單曲〈非你莫屬〉則在2007年「第49届格莱美奖」上贏得「最佳流行女歌手」。專輯發行首週以約346,000張銷量空降美國《告示牌》二百強專輯榜冠軍位置，並在澳洲、加拿大、德國、愛爾蘭、瑞士跟英國等15個國家排行榜奪冠。截至2013年11月，專輯已在美國售出超過170萬張，並在全球售出超過500萬張。

## 背景與發展
在2004年2月的「第46屆葛萊美獎」上，阿奎萊拉確認將會製作新的錄音室專輯。她對作品的主要想法是「成長為藝術家與超前的人」，取自她在「裸全球巡迴演唱會」期間所創作的詩。在接受《告示牌》雜誌訪問時，阿奎萊拉表達出對當代音樂的失望，認為科技「已經進步得讓任何人都能當歌手」。阿奎萊拉亦在比莉·荷莉戴、奧蒂斯·雷丁、伊特·珍與艾拉·費茲潔拉等自己的1920年代至50年代偶像中，所發行的舊派爵士乐、藍調跟靈魂樂的作品裡獲得音樂靈感，認為那些作品是「擁有心靈的音樂」。
為了把舊派曲風的元素與現代風格融合，阿奎萊拉去信不同能夠就專輯的方向上幫助自己的製作人，鼓勵他們嘗試、改造並創造出現代的靈魂感覺。她亦計劃把專輯製作為一張更加「物美價廉」的單碟專輯，然而其後把決定《天生歌姬》擴充作雙碟專輯。在第一張光碟中，阿奎萊拉與DJ普雷米尔、里奇·哈里森、夸梅跟馬克·朗森等嘻哈音樂製作人首次合作。光碟裡多首歌曲皆取樣舊曲以塑造出「真實的舊時」聲音。DJ普雷米爾曾質疑阿奎萊拉是否熟悉自己的作品，雖然阿奎萊拉瞭解他與黑幫英雄在1980年代後期至90年代前期的爵士風格作品。因此阿奎萊拉希望專輯能夠從普雷米爾的歌曲〈Jazz Thing〉中獲得靈感，並認為這是他首次「闖入流行世界」的作品。專輯的第二張光碟主要受「1920年代與30年代的氛圍」影響，並由曾在專輯《裸》合作的製作人琳达·佩里負責製作。與第一張光碟不同，第二張光碟所有收錄歌曲皆為未有取樣的原創歌曲，唯一例外的是取樣自〈Tarzan & Jane Swingin' on a Vine〉的〈甜心寶貝〉。
專輯的錄音工作在2006年1月至4月展開，包括在聖杯錄音室跟加利福尼亚州洛杉矶的唱片工場，以及其他位於美國與英國的錄音室進行錄音。與阿奎萊拉曾在《裸》合作的製作人斯科特·斯托奇原本亦獲邀請在專輯中再度合作。然而因阿奎萊拉拒絕支付斯托奇與隨行人員飛往洛杉磯的費用，而導致二人取消合作並交惡。阿奎萊拉其後在專輯中收錄名為〈煩〉（F.U.S.S.）的歌曲，代表「去你的斯科特·斯托奇」（Fuck You Scott Storch）意思，斯托奇認為這「令人可悲」。

## 音樂與歌詞
根據阿奎萊拉跟製作團隊，《天生歌姬》受到1920年代至40年代的爵士乐跟靈魂樂影響。然而樂評家把專輯的定義為流行與節奏藍調作品，並認為與60年代至80年代的專輯相似。《衛報》的多利安·林斯認為專輯的意念「寬闊得沒有實際意義」，而《鳳凰新時代》塞倫·多米尼克則把專輯的音樂風格跟搖滾樂隊披頭四樂隊1968年的同名專輯作比較。
專輯第一張光碟帶有濃厚嘻哈音樂跟城市音樂元素，並融合傳統與當代節奏藍調風格。根據《滾石》雜誌的珍妮·埃利斯，收錄曲多數採樣號樂器，並加入福音合唱團，使聽起來像「一張陳舊的黑膠專輯」。第一張光碟多數歌曲都採樣過往舊曲，除了〈你不在〉、〈仍然下流〉與〈煩〉為例外。〈膜拜〉（史蒂夫·温伍德客串）在歌曲編排中加入了福音合唱團，而帶有流行、節奏藍調跟放克風格的〈非你莫屬〉則被認為跟碧昂絲的〈瘋狂愛戀〉相似。〈瞭解〉是一首節奏藍調風格抒情曲，當中受到的靈魂樂影響被認為與葛蕾蒂絲·奈特的抒情曲相似，而〈冷靜點，寶貝〉則是一首融合傳統與當代節奏藍調風格，並帶有嘻哈跟靈魂元素的歌曲。其後的〈我的母親〉、〈沒問題〉跟〈你不在〉皆為鋼琴抒情曲。而〈仍然下流〉則被形容為一首帶有嘻哈元素的「骯髒貧民區支柱」歌曲。
第二張光碟以〈馬戲團進場〉作為開始，歌曲被《坦帕灣時報》的編輯形容為「跟丹尼·葉夫曼《酒店》原聲帶相似的怪異嘉年華管弦樂曲」，其後接著受軟式搖滾風格影響的〈歡迎光臨〉。〈甜心寶貝〉則受到爵士樂、藍調跟搖擺樂的影響，並從安德鲁斯姐妹1941年的歌曲〈Boogie Woogie Bugle Boy〉得到靈感。〈小壞蛋〉亦同樣帶有爵士樂與藍調元素，並在歌曲編排上加入「響亮的號樂器」。在〈我有麻煩〉中，阿奎萊拉以受到藍調啟發的主題歌唱，並讓人想起贝西·史密斯的歌曲。〈老天保佑〉帶有福音元素，而原聲樂曲〈拯救我〉則受到鄉村搖滾風格啟發，不同於專輯其他歌曲。
《天生歌姬》多數樂曲的靈感皆來自於阿奎萊拉的現實生活。〈我的母親〉談及阿奎萊拉與家暴的父親的童年生活，歌詞主題被拿來與麥當娜1989年的歌曲〈噢 父親〉作比較。她與喬丹‧布萊特曼的婚姻生活也是專輯的主題之一，其中〈膜拜〉、〈非你莫屬〉、〈沒問題〉、〈你不在〉、〈老天保祐〉、〈拯救我〉跟〈對的人〉均受到她與布萊特曼的婚姻生活啟發。在〈對的人〉中，阿奎萊拉向自己想像中的女兒唱出自己已經找到「對的人」，希望自己的孩子不會像自己一樣遭受家暴，並唱出「我的小女孩有一天會伸出她的手，知道我找到了對的人」。
阿奎萊拉在〈黃金年代〉中表達出對舊派音樂的興奮，並在歌詞中提到伊特·珍、马文·盖伊、約翰·柯川跟艾瑞莎·弗蘭克林等經典歌手。〈煩〉是寫給斯科特·斯托奇的歌曲，表達出對二人在專輯中合作破裂的不滿，歌詞包括「看來我不需要你／仍能把專輯做出來」。在〈冷靜點，寶貝〉的歌詞中，阿奎萊拉告訴一個「好色的」男性離她遠一點，並唱出：「只要你稍為清醒點便應該察覺到我戴著戒指」。〈仍然下流〉被形容為阿奎萊拉2002年的〈下流〉續篇歌曲，她在歌曲裡唱出自己的性獨立，並宣稱自己「依然骯髒」。〈做我自己〉談及阿奎萊拉「並不只是云云年輕流行明星中的一剎那光輝」，而〈謝謝你（獻給歌迷）〉則加入歌迷錄給阿奎萊拉口訊，包括「你真的太好了」跟「你讓我想活下去」。

## 美術與發行

阿奎萊拉於《天生歌姬》內頁的照片，靈感來自荷里活經典女演員。

在《天生歌姬》中，阿奎萊拉塑造名為「寶貝珍」的新另我，以創造出與廣為人知的「Xtina」不同的形象跟人格。新另我的名稱來自1962年電影《兰闺惊变》裡的角色。她亦改變了自己的公眾形象，包括放棄穿環，並把頭髮染成白金色，靈感來自玛丽莲·梦露、玛莲娜·迪特里茜、卡洛尔·隆巴德跟葛丽泰·嘉宝等荷里活女星。
《天生歌姬》的專輯寫真由德國攝影師埃倫·馮·昂沃絲花三日時間拍攝，其中前兩日在荷里活谷的酒店裡拍攝阿奎萊拉跟馮·昂沃絲於最後一天在荷里活的40分平局裡拍攝，以拍攝出受1920年代舞孃俱樂部影響的寫真。專輯的封面於2006年6月下旬公開，阿奎萊拉在封面中塗上亮眼唇彩、頂著金色捲髮，並身穿白裙躺在床上。《巴尔的摩太阳报》的格雷格·科特形容專輯封面為「優雅的懷舊造型，也是（阿奎萊拉）準備好作為90年代後期裡青少年偶像中的女主角，拍攝特寫照片的信號」 。專輯封面亦因與麥當娜1994年的第六張錄音室專輯《枕邊故事》系列寫真相似而引起爭議。
2006年中，《維珍傳媒》公開了《天生歌姬》的發行日期為2006年8月14日。《TMZ》其後亦確認專輯在2006年8月15日於美國發行。專輯所有歌曲其後在8月3日遭外洩。

## 宣傳活動

### 現場表演與演唱會

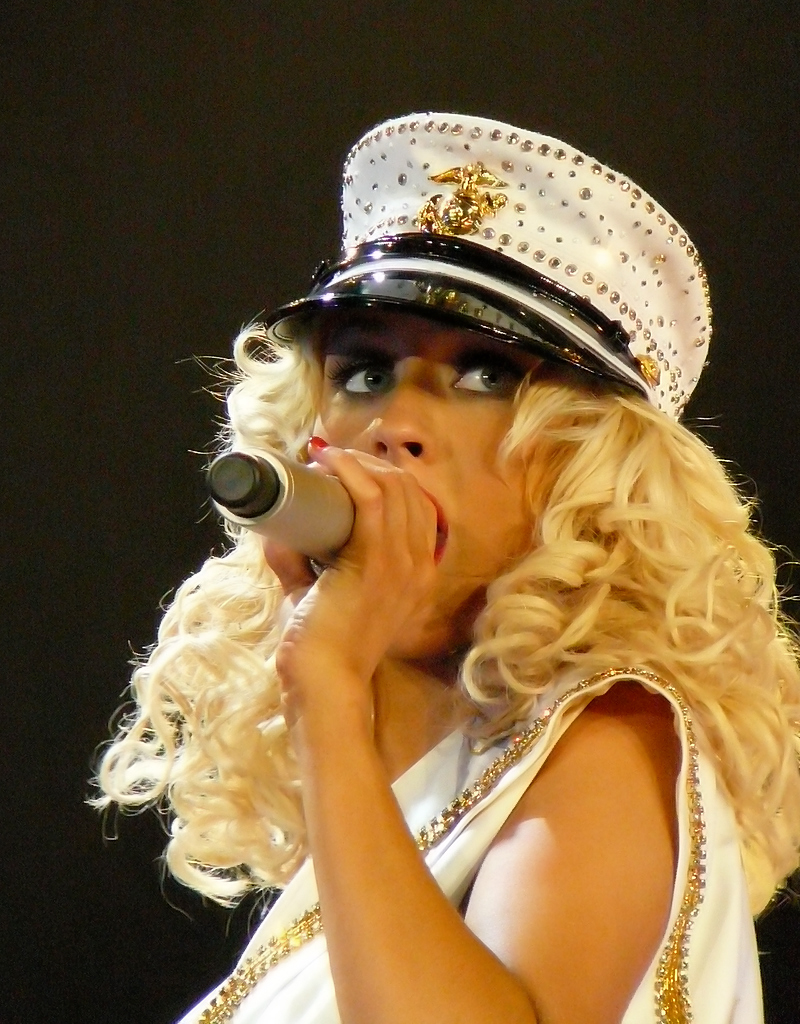
阿奎萊拉在「天生歌姬全球巡迴演唱會」裡演唱專輯的第三首單曲〈甜心寶貝〉。

2006年6月8日，阿奎萊拉在「2006年MTV電影大獎」裡演唱〈非你莫屬〉，作為專輯的首場宣傳表演。7月20日，她在倫敦的卡姆登宮劇院舉行40分鐘長的演唱會，演唱了5首新專輯歌跟以及2首過往單曲。8月16日，她在纽约州纽约舉行了專輯的發行派對。她其後亦在8月31日於「2006年MTV音樂錄影帶大獎」演唱了〈傷害〉。9月8日，她在「時尚搖滾音樂節」慈善表演上演唱了〈甜心寶貝〉，並與艾爾頓·約翰合唱了〈Bennie and the Jets〉。11月11日，阿奎萊拉在「週六夜現場」上演唱了〈非你莫屬〉與〈傷害〉，並跟托尼·班内特合唱〈Steppin' Out with My Baby〉。阿奎萊拉亦在11月於全国广播公司圣诞感恩节特輯演唱〈傷害〉，並在12月於德國電視節目「想挑战吗？」再度演唱同曲。2006年12月31日，她現身「迪克·克拉克的跨年搖滾夜」獻唱〈甜心寶貝〉跟〈愛的鬥士〉。
2007年2月10日，阿奎萊拉在克萊夫·戴維斯的葛萊美獎預熱派對上演唱〈膜拜〉跟〈甜心寶貝〉。她亦在「傑哥戽斗秀」上演唱了〈甜心寶貝〉。在2006年底至2008年底，阿奎萊拉舉行了「天生歌姬全球巡迴演唱會」，在北美、歐洲、亞洲、大洋洲與中東多個國家巡迴演出。演唱會得到电信公司Orange跟索尼移动通信宣傳。演唱會總共演出了81場，並獲得樂評家整體正面的評價，包括讚賞演唱會為她生涯最好的演出。演唱會於全球獲得超過9,000萬美元票房，成為當時女歌手第9高票房收入的演唱會，以及2007年最高票房收入的女歌手世界巡迴演唱會。2008年2月，紀錄演唱會實況的DVD《天生歌姬-澳洲現場演唱會》於全球各國發行。

### 發行單曲
專輯的主打單曲〈非你莫屬〉於2006年6月6日派往美國當代流行電台發行。單曲最高登上美國《告示牌》百強單曲榜第6位，成為阿奎萊拉自〈美麗的〉後首支打進榜單前10位的單曲。
〈傷害〉與〈甜心寶貝〉分別於2006年9月17日，跟2007年2月20日作為專輯的第二首跟第三首國際單曲發行。〈傷害〉發行後最高登上《告示牌》百強單曲榜第19位，而〈甜心寶貝〉則最高登上《告示牌》百強單曲榜第25位，並最高登上澳洲單曲榜亞軍位置。
〈冷靜點，寶貝〉於2007年7月28日作為澳洲限定單曲發行，而〈我的母親〉則於2007年9月28日作為歐洲限定單曲發行。〈冷靜點，寶貝〉發行後最高登上澳洲單曲榜第21位，而〈我的母親〉則打進德國單曲榜前20位。

## 專業評價
| 綜合得分          | 綜合得分 |
| 來源              | 評分     |
| ----------------- | -------- |
|                   | 69/100   |
| 評論得分          |          |
| 來源              | 評分     |
| AllMusic          | [ 74 ]   |
| 《娱乐周刊》      | B+       |
| 《觀察家報》      | [ 24 ]   |
| 《PopMatters》    | 7/10     |
| 羅伯特·克里斯特高 | [ 75 ]   |
| 《滾石》          | [ 25 ]   |
| 《偏锋杂志》      | [ 27 ]   |
| 《衛星音樂網》    | [ 76 ]   |
| 《Stylus雜誌》    | B        |
| 雅虎音樂          | 8/10     |

《天生歌姬》獲得樂評家整體正面的評價。樂評網站Metacritic根據17筆評分對此專輯評分69分。《AllMusic》的史蒂芬·托馬斯·艾爾維恩讚揚了專輯的製作，指在近乎自毀前程的《裸》的襯托下，這張專輯顯得「印象格外深刻」。《娱乐周刊》的喬迪·羅森認為阿奎萊拉「能夠在21世紀的嘈音中保持自己的輝煌」，並把阿奎萊拉在作品中的聲樂才能與瑪麗亞·凱莉的作比較。《PopMatters》的邁克·約瑟夫認為阿奎萊拉「仍然不時吼叫得像動物咕咕叫一樣」，但覺得她選擇的製作人讓作品「最終還是值得聆聽」。《衛星音樂網》的阿曼達·莫瑞認為《天生歌姬》對阿奎萊拉來說是新一張「過渡」跟「創新」專輯。《BBC音樂》的露西·戴維斯認為阿奎萊拉擁有「迷人的聲音」，但覺得假如能夠減少像第二張專輯裡的「耶－，嗚耶」的話會更加多變。
《Stylus雜誌》的托馬斯·因斯吉普比起充滿「誇張得荒謬的抒情曲」的第二張光碟更喜愛第一張光碟，並認為假如《天生歌姬》沒有留下琳達·佩里的指紋的話，將會是2006年其中一張最好的專輯。《雅虎音樂》的丹·吉諾埃亦有相似意見，稱第一張光碟為「低下而骯髒的出色之作」，但認為阿奎萊拉在第二張光碟中的表現「再次成為災難現場」。《觀察家報》的給予專輯褒貶不一的評價，指專輯的第一張光碟為「只投入少許感情的工藝品」，但認為她在第二張光碟與佩里的合作「非常具電影感」。《滾石》的珍妮·埃利斯認為作品「過於放縱跟自我」，但認為假如濃縮為單碟的話可以變得「精湛」。《纽约时报》的凱萊法·桑尼同樣給予專輯褒貶不一的評價，指它「好歌跟劣作幾乎一樣多」，並認為專輯裡存在很多不合理的地方。《偏锋杂志》的薩爾·辛奎曼尼批評阿奎萊拉的性感形象蓋過了她的聲樂，但認為專輯比起《裸》更具凝聚力。羅伯特·克里斯特高給予專輯差評，並把專輯評為「炸彈」的級別。

### 榮譽
《天生歌姬》在2007年的「第49届格莱美奖」中獲得「最佳流行演唱專輯」提名，並憑著〈非你莫屬〉贏得「最佳流行女歌手」一獎。在翌年的「第50届格莱美奖」中，〈甜心寶貝〉亦獲得「最佳流行女歌手」的提名。《天生歌姬》亦獲iTunes評為2006年的最佳流行專輯。2008年6月17日，《娱乐周刊》把專輯列為過去25年最佳百強專輯中的第80位。

## 商業成績
《天生歌姬》發行後登上超過15個國家的專輯排行榜冠軍，包括美國、英國與澳洲。在美國，專輯的首週銷量超過346,000張，成功空降《告示牌》二百強專輯榜冠軍位置，成為阿奎萊拉自1999年的同名專輯後於當地的首張冠軍專輯，並刷新了她的專輯最高首週銷量。專輯於榜單總共逗留了44週，分別登上《告示牌》二百強專輯榜2006年年榜第59位跟2007年年榜第73位。專輯發行首週亦空降最佳節奏藍調／嘻哈專輯榜第2位，並在榜單逗留了46週。專輯其後獲美國唱片業協會認證為白金唱片，代表於當地出貨量達到100萬張。截至2014年，專輯在美國的銷量已突破171萬張。在加拿大，專輯發行首週以24,000張的銷量空降加拿大专辑榜冠軍位置。專輯獲當地唱片業協會認證為三白金唱片，代表出貨量達到30萬張。
專輯於歐洲亦獲得商業成功，於歐洲百強專輯榜獲得冠軍。在英國，《天生歌姬》成為阿奎萊拉於英國專輯排行榜的首張冠軍專輯。專輯於榜單前75名逗留了33週，並獲英国唱片业协会認證為白金唱片。專輯其後分別登上英國專輯排行榜的2006年年榜第56位跟2007年年榜第127位。在芬蘭，專輯最高登上芬蘭專輯榜第6位，並在榜單逗留了18週。專輯亦空降法國專輯榜第10位，共在榜單逗留了52週。在葡萄牙，專輯最高僅登上當地專輯榜第26位，並在榜單上逗留了2週。
《天生歌姬》在大洋洲同樣獲得商業成功。在澳洲，專輯發行首週空降澳大利亚唱片业协会榜冠軍位置，並總共在榜單逗留了40週。專輯亦空降紐西蘭專輯榜第2位，在榜週數達27週。專輯其後分別登上澳大利亚唱片业协会榜2006年年榜第45位跟2007年年榜第34位，並打進紐西蘭專輯榜2007年年榜第43位。專輯其後在澳洲獲認證為雙白金唱片，並獲在紐西蘭獲認證為白金唱片。在日本，專輯發行首週以32,241張的銷量空降Oricon公信榜第7位，其後獲日本唱片協會認證為金唱片，代表出貨量達到10萬張。根據RCA唱片的負責人克萊夫·戴維斯，專輯截至2013年11月已在全球售出超過500萬張。

## 歌曲列表
資料來自《天生歌姬》專輯內頁。
| 光碟1    | 光碟1                                                                    | 光碟1 | 光碟1                                                          | 光碟1 |
| 曲序     | 曲目                                                                     | 词曲 | 製作人                                                         | 时长  |
| -------- | ------------------------------------------------------------------------ | --- | -------------------------------------------------------------- | ----- |
| 1.       | 序曲 Intro (Back to Basics)                                              | 克莉絲汀·阿奎萊拉 克里斯·E·馬丁 凱拉·狄奧果笛 羅伊·霍金斯 （ 英语 ： Roy Hawkins） 瑞克·達內爾 | DJ普雷米尔 阿奎萊拉 [a]                                        | 1:47  |
| 2.       | 膜拜（史蒂夫·温伍德客串） Makes Me Wanna Pray（featuring Steve Winwood） | 阿奎萊拉 狄奧果笛 里奇·哈里森 （ 英语 ： Rich Harrison） 温伍德 | 哈里森 温伍德 [a]                                              | 4:10  |
| 3.       | 黃金年代 Back in the Day                                                 | 阿奎萊拉 馬丁 狄奧果笛 唐·科斯塔 （ 英语 ： Don Costa） 吉米·卡斯特 （ 英语 ： Jimmy Castor） 小蘭登·弗里德 道格拉斯·吉布森 哈里·詹森 羅伯特·曼尼高 傑拉德·湯瑪斯                                                            | DJ普雷米尔 阿奎萊拉 [a]                                        | 4:13  |
| 4.       | 非你莫屬 Ain't No Other Man                                              | 阿奎萊拉 馬丁 狄奧果笛 查爾斯·馬丁·羅恩 哈羅德·比提 | DJ普雷米尔 羅恩 [b] 阿奎萊拉 [a] 羅布·劉易斯 （ 英语 ： Rob Lewis (producer)） [c] | 3:49  |
| 5.       | 瞭解 Understand                                                          | 阿奎萊拉 狄奧果笛 夸梅·荷蘭 （ 英语 ： Kwamé） 阿倫·圖森 （ 英语 ： Allen Toussaint） | 夸梅                                                           | 3:46  |
| 6.       | 冷靜點，寶貝 Slow Down Baby                                              | 阿奎萊拉 馬克·朗森 狄奧果笛 雷蒙·安格利 （ 英语 ： Raymond Angry） 威廉·格斯特 （ 英语 ： William Guest (singer)） 梅拉爾德·奈特 （ 英语 ： Merald "Bubba" Knight） 艾德華·帕頓 （ 英语 ： Edward Patten） 葛蕾蒂絲·奈特 馬文·伯納德 （ 英语 ： Tony Yayo） 邁克爾·哈波 柯蒂斯·傑克遜 | 朗森 阿奎萊拉 [a]                                              | 3:29  |
| 7.       | 我的母親 Oh Mother                                                       | 阿奎萊拉 德里克·桑頓 馬克·藍欽 利茲·桑頓 狄奧果笛 布魯諾·庫列斯 （ 英语 ： Bruno Coulais） 克里斯托弗·巴哈提亞 （ 英语 ： Christophe Barratier）                                                                                         | 大坦克 Q L博吉 [b] 阿奎萊拉 [a]                                | 3:47  |
| 8.       | 煩 F.U.S.S. (Interlude)                                                  | 阿奎萊拉 羅恩 狄奧果笛 | 羅恩 阿奎萊拉 [a]                                              | 2:21  |
| 9.       | 沒問題 On Our Way                                                        | 阿奎萊拉 D.桑頓 藍欽 L.桑頓 狄奧果笛 | 大坦克 Q L博吉 [b] 阿奎萊拉 [a]                                | 3:37  |
| 10.      | 你不在 Without You                                                       | 阿奎萊拉 狄奧果笛 朗森 劉易斯 | 朗森 阿奎萊拉 [a]                                              | 3:57  |
| 11.      | 依然下流 Still Dirrty                                                    | 阿奎萊拉 馬丁 狄奧果笛 | DJ普雷米尔 阿奎萊拉 [a]                                        | 3:46  |
| 12.      | 做我自己 Here to Stay                                                    | 阿奎萊拉 希瑟·霍利 托尼·雷耶斯 班·H·阿倫 喬治·亨利·傑克遜 | 雷耶斯 阿倫 阿奎萊拉 [a]                                       | 3:20  |
| 13.      | 謝謝你（獻給歌迷） Thank You (Dedication to Fans...)                     | 阿奎萊拉 馬丁 狄奧果笛 潘姆·謝 大衛·法蘭克 （ 英语 ： David Frank (music)） 史帝芬·凱普納 （ 英语 ： Steve Kipner） | DJ普雷米尔 阿奎萊拉 [a]                                        | 4:59  |
| 总时长： | 总时长：                                                                 | 总时长： | 总时长：                                                       | 46:55 |

| 光碟2    | 光碟2                       | 光碟2                                   | 光碟2    | 光碟2 |
| 曲序     | 曲目                        | 词曲                                    | 製作人   | 时长  |
| -------- | --------------------------- | --------------------------------------- | -------- | ----- |
| 1.       | 馬戲團進場 Enter the Circus | 阿奎萊拉 琳达·佩里                      | 佩里     | 1:42  |
| 2.       | 歡迎光臨 Welcome            | 阿奎萊拉 佩里 朗森 保羅三世             | 佩里     | 2:43  |
| 3.       | 甜心寶貝 Candyman           | 阿奎萊拉 佩里                           | 佩里     | 3:14  |
| 4.       | 小壞蛋 Nasty Naughty Boy    | 阿奎萊拉 佩里                           | 佩里     | 4:45  |
| 5.       | 我有麻煩 I Got Trouble      | 阿奎萊拉 佩里                           | 佩里     | 3:42  |
| 6.       | 傷害 Hurt                   | 阿奎萊拉 佩里 朗森                      | 佩里     | 4:03  |
| 7.       | 老天保佑 Mercy on Me        | 阿奎萊拉 佩里                           | 佩里     | 4:33  |
| 8.       | 拯救我 Save Me from Myself  | 阿奎萊拉 佩里 比爾·波特雷 （ 英语 ： Bill Bottrell） | 佩里     | 3:13  |
| 9.       | 對的人 The Right Man        | 阿奎萊拉 佩里                           | 佩里     | 3:51  |
| 总时长： | 总时长：                    | 总时长：                                | 总时长： | 31:47 |

| 增強型CD附贈影片 | 增強型CD附贈影片                | 增強型CD附贈影片 |
| 曲序             | 曲目                            | 时长             |
| ---------------- | ------------------------------- | ---------------- |
| 10.              | 天生歌姬迷你電影 Back to Basics | 10:07            |
| 总时长：         | 总时长：                        | 41:54            |

| 超值包裝附贈7吋黑膠唱片 | 超值包裝附贈7吋黑膠唱片     | 超值包裝附贈7吋黑膠唱片                                               | 超值包裝附贈7吋黑膠唱片                     | 超值包裝附贈7吋黑膠唱片 |
| 曲序                    | 曲目                        | 词曲                                                                  | 製作人                                      | 时长                    |
| ----------------------- | --------------------------- | --------------------------------------------------------------------- | ------------------------------------------- | ----------------------- |
| 1.                      | 非你莫屬 Ain't No Other Man | 阿奎萊拉 馬丁 狄奧果笛 查爾斯·馬丁·羅恩 哈羅德·比提                   | DJ普雷米爾 羅恩 [b] 阿奎萊拉 [a] 劉易斯 [c] | 3:49                    |
| 2.                      | 黃金年代 Back in the Day    | 阿奎萊拉 馬丁 狄奧果笛 科斯塔 卡斯特 弗里德 吉布森 詹森 曼尼高 湯瑪斯 | DJ普雷米爾 阿奎萊拉 [a]                     | 4:13                    |
| 总时长：                | 总时长：                    | 总时长：                                                              | 总时长：                                    | 8:02                    |

| 沃尔玛獨佔附贈DVD | 沃尔玛獨佔附贈DVD                                                    |
| 曲序              | 曲目                                                                 |
| ----------------- | -------------------------------------------------------------------- |
| 1.                | 天生歌姬製作紀錄片 Back to Basics Documentary                        |
| 2.                | 非你莫屬（音樂錄影帶） Ain't No Other Man（music video）             |
| 3.                | 非你莫屬重混版（音樂錄影帶） Ain't No Other Man Remix（music video） |
| 4.                | 傷害（音樂錄影帶） Hurt（music video）                               |
| 5.                | 傷害（MTV音樂錄影帶大獎） Hurt（MTV Video Music Awards）             |
| 6.                | 幕後花絮：專輯寫真集 Behind-The-Scenes: Album Photo Shoot            |

| 特別版附贈DVD | 特別版附贈DVD                                               |
| 曲序          | 曲目                                                        |
| ------------- | ----------------------------------------------------------- |
| 1.            | 非你莫屬（倫敦現場版） Ain't No Other Man（Live in London） |
| 2.            | 甜心寶貝（倫敦現場版） Candyman（Live in London）           |
| 3.            | 美麗的（倫敦現場版） Beautiful（Live in London）            |

| 演唱會版附贈DVD | 演唱會版附贈DVD                              |
| 曲序            | 曲目                                         |
| --------------- | -------------------------------------------- |
| 1.              | 非你莫屬（影片） Ain't No Other Man（video） |
| 2.              | 傷害（影片） Hurt（video）                   |
| 3.              | 甜心寶貝（影片） Candyman（video）           |
| 4.              | 甜心寶貝製作花絮 Making of Candyman          |

備註
- ^a 代表附加製作人
- ^b 代表聯合製作人
- ^c 代表聲樂製作人

取樣標記
- 〈序曲〉取樣自B·B·金、爵士十字軍與皇家愛樂樂團的歌曲〈The Thrill Is Gone (Live)〉。
- 〈膜拜〉取樣自交通樂團的歌曲〈Glad（英语：Glad (song)）〉。
- 〈黃金年代〉取樣自唐·科斯塔樂團的歌曲〈Charley〉，以及吉米卡斯特的歌曲〈Troglodyte〉。
- 〈非你莫屬〉取樣自月亮人的歌曲〈Happy Skippy Moon Strut〉，以及七號靈魂的歌曲〈The Cissy's Thang〉。
- 〈瞭解〉取樣自貝蒂·哈里斯（英语：Betty Harris）的歌曲〈Nearer to You〉。
- 〈冷靜點，寶貝〉取樣自葛蕾蒂絲·奈特與種子合唱團的歌曲〈Window Raisin' Granny〉，以及托尼·亞尤（英语：Tony Yayo）的歌曲〈So Seductive（英语：So Seductive）〉。
- 〈我的母親〉取樣自布魯諾·庫列斯與克里斯托弗·巴拉特勒創作的歌曲〈Vois Sur Ton Chemin〉。
- 〈沒問題〉取樣自克勞德·波林（英语：Claude Bolling）的歌曲〈Sentimentale〉。
- 〈做我自己〉取樣自坎迪·斯捷頓（英语：Candi Staton）的歌曲〈The Best Thing You Ever Had〉。
- 〈謝謝你（獻給歌迷）〉取樣自阿圭莉拉本人的歌曲〈Can't Hold Us Down〉與〈Genie in a Bottle〉，以及胖混蛋普吉（聲名狼藉先生客串）的歌曲〈Think Big〉。歌曲也加入肖恩·布魯斯、傑西卡·卡瓦諾、謝塔拉·富蘭克林、邁克爾·霍爾明、沃倫·凱勒、安托瓦內特·利特、古斯塔沃·麥地那、莎拉·安妮·摩爾、約書亞·波斯皮西爾、科里·斯蒂爾、杜蘭特·塞西、薩曼莎·西爾弗、塔米·辛普森與莎娜·妮可·威爾斯的粉絲俱樂部錄音。
- 〈甜心寶貝〉取樣自《Run to Cadence with U.S. Marines》的收錄歌曲〈Tarzan & Jane Swingin' on a Vine〉。

## 製作名單
資料來自AllMusic。
- 克莉絲汀·阿奎萊拉 – 聲樂、和聲、執行製作、附加微觀管理（光碟1：曲目1–4，6–13）
- 吉姆·麥克美倫 – 长号
- 克里斯·泰德斯科 – 小號、法國號承辦
- 雷·赫爾曼 – 薩克斯
- 格倫·貝加 – 薩克斯
- 特雷西埃·伯頓 – 聲樂組合（光碟1：曲目3）
- 凱拉·狄奧果笛 – 聲樂組合（光碟1：曲目3）
- DJ普雷米尔 – 聲樂組合（光碟1：曲目3）、聲音製作管理、工程
- 保羅三世 – 電貝斯
- 羅布·劉易斯 – 結他、電貝斯、聲樂製作
- 琳达·佩里 – 鋼琴、結他、電貝斯、美樂特朗、工程、美術指導與設計、聲音製作管理
- 托尼·雷耶斯 – 電貝斯、電子琴
- 馬克·朗森 – 結他、電貝斯、電子琴、聲樂製作管理、工程
- 弗朗西斯·森格 – 低音提琴
- 傑森·托雷拉諾 – 低音提琴
- 比爾·波特雷 – 結他
- 埃里克·舍謝爾墨霍 – 結他
- 喬丹·勞斯 – 混音協助
- 布萊恩·加德納 – 母帶
- 奧斯卡·拉米雷斯 – 工程
- 查爾斯·馬丁·羅恩 – 工程
- 克里斯托弗·考夫曼 – 工程協助
- 艾倫·梅森 – 工程協助
- 克里斯·溫澤 – 工程協助
- 夸梅（英语：Kwamé） – 聲樂製作管理
- 里奇·哈里森（英语：Rich Harrison） – 聲樂製作管理
- 大坦克 – 聲樂製作管理
- Q – 聲樂製作管理
- 埃倫·馮·昂沃絲（英语：Ellen von Unwerth） – 攝影

## 銷售榜單
| 榜單（2006年）                           | 最高 位置 |
| ---------------------------------------- | --------- |
| 澳大利亞（ARIA專輯榜）                   | 1         |
| 奧地利（奧地利Ö3專輯榜）                 | 1         |
| 比利時法蘭德斯（Ultratop專輯榜）         | 2         |
| 比利時瓦隆（Ultratop專輯榜）             | 4         |
| 加拿大专辑榜（《告示牌》）               | 1         |
| 捷克專輯榜（ČNS IFPI）                   | 4         |
| 丹麥（Hitlisten專輯榜）                  | 2         |
| 荷蘭（MegaCharts專輯榜）                 | 1         |
| 歐洲百強專輯榜（《告示牌》）             | 1         |
| 芬蘭（Suomen virallinen lista專輯榜）    | 6         |
| 法國（SNEP專輯榜）                       | 10        |
| 德國（Media Control專輯榜）              | 1         |
| 希臘專輯榜（IFPI）                       | 5         |
| 匈牙利（MAHASZ專輯榜）                   | 1         |
| 愛爾蘭（IRMA專輯榜）                     | 1         |
| 義大利（FIMI專輯榜）                     | 3         |
| 日本專輯榜（Oricon）                     | 7         |
| 紐西蘭（RMNZ專輯榜）                     | 2         |
| 挪威（VG-lista專輯榜）                   | 4         |
| 波蘭專輯榜（ZPAV）                       | 9         |
| 葡萄牙（AFP專輯榜）                      | 26        |
| 蘇格蘭（OCC專輯榜）                      | 1         |
| 西班牙（PROMUSICAE專輯榜）               | 5         |
| 瑞典（Sverigetopplistan專輯榜）          | 2         |
| 瑞士（Schweizer Hitparade專輯榜）        | 1         |
| 英國（OCC專輯榜）                        | 1         |
| 美国（《告示牌》200）                    | 1         |
| 美國（《告示牌》Top R&B/Hip-Hop Albums） | 2         |

| 榜單（2006年）                             | 位置 |
| ------------------------------------------ | ---- |
| 澳大利亞專輯榜（ARIA）                     | 45   |
| 奧地利專輯榜（奧地利Ö3）                   | 27   |
| 比利時專輯榜（Ultratop法蘭德斯）           | 43   |
| 荷蘭專輯榜（MegaCharts）                   | 42   |
| 法國專輯榜（SNEP）                         | 120  |
| 德國專輯榜（Media Control）                | 45   |
| 匈牙利專輯榜（MAHASZ）                     | 63   |
| 瑞典專輯榜（Sverigetopplistan）            | 37   |
| 瑞士專輯榜（Schweizer Hitparade）          | 16   |
| 英國專輯榜（OCC）                          | 56   |
| 美國《告示牌》二百強專輯榜                 | 59   |
| 美國最佳節奏藍調／嘻哈專輯榜（《告示牌》） | 60   |

| 榜單（2007年）                             | 位置 |
| ------------------------------------------ | ---- |
| 澳大利亞專輯榜（ARIA）                     | 34   |
| 奧地利專輯榜（奧地利Ö3）                   | 43   |
| 比利時專輯榜（Ultratop法蘭德斯）           | 85   |
| 比利時專輯榜（Ultratop瓦隆）               | 92   |
| 荷蘭專輯榜（MegaCharts）                   | 88   |
| 法國專輯榜（SNEP）                         | 109  |
| 紐西蘭專輯榜（RMNZ）                       | 43   |
| 瑞士專輯榜（Schweizer Hitparade）          | 53   |
| 英國專輯榜（OCC）                          | 127  |
| 美國《告示牌》二百強專輯榜                 | 73   |
| 美國最佳節奏藍調／嘻哈專輯榜（《告示牌》） | 67   |

## 認證
| 地區                                  | 认证    | 认证单位/销量 |
| ------------------------------------- | ------- | ------------- |
| 澳大利亚（澳大利亚唱片业协会）        | 2× 白金 | 140,000^      |
| 奥地利（國際唱片業協會奧地利分會）    | 金      | 15,000*       |
| 比利时（比利時唱片音樂協會）          | 白金    | 50,000*       |
| 加拿大（加拿大音乐协会）              | 3× 白金 | 300,000^      |
| 捷克（國際唱片業協會）                | 金      | 2,500x        |
| 丹麦（國際唱片業協會丹麥分會）        | 金      | 20,000^       |
| 法国（法國唱片出版業公會）            | 金      | 100,965*      |
| 德国（聯邦音樂產業協會）              | 白金    | 200,000^      |
| 香港（國際唱片業協會（香港會））      | 金      | 7,500*        |
| 匈牙利（匈牙利录音制品制作者协会）    | 白金    | 20,000^       |
| 爱尔兰（愛爾蘭唱片音樂協會）          | 3× 白金 | 45,000^       |
| 意大利（意大利音乐产业联盟）          | 金      | 40,000*       |
| 日本（日本唱片協會）                  | 金      | 100,000^      |
| 荷兰（荷蘭音像製品製作與進口協會）    | 金      | 35,000^       |
| 新西兰（新西兰唱片音乐协会）          | 白金    | 15,000^       |
| 波兰（波蘭音像製造商協會）            | 金      | 10,000*       |
| 俄罗斯（全國唱片業製造者聯合會）      | 3× 白金 | 60,000*       |
| 新加坡（新加坡唱片業協會）            | 白金    | 10,000*       |
| 韓國（韓國音樂內容協會）              | 金      | 5,000x^       |
| 瑞典（瑞典唱片業協會）                | 金      | 30,000^       |
| 瑞士（國際唱片業協會瑞士分会）        | 白金    | 30,000^       |
| 英国（英国唱片业协会）                | 白金    | 522,696       |
| 美国（美國唱片業協會）                | 白金    | 1,712,000     |
| 總計                                  |         |               |
| 欧洲（國際唱片業協會）                | 白金    | 1,000,000*    |
| *僅含認證的實際銷量 ^僅含認證的出貨量 |         |               |

## 發行歷史
| 地區   | 日期           | 形式     | 廠牌       | 來源    |
| ------ | -------------- | -------- | ---------- | ------- |
| 日本   | 2006年8月9日   | CD       | 索尼博德曼 | [ 162 ] |
| 德國   | 2006年8月11日  | CD       | 索尼博德曼 | [ 163 ] |
| 意大利 | 2006年8月11日  | CD       | 索尼博德曼 | [ 164 ] |
| 澳洲   | 2006年8月12日  | CD       | 索尼博德曼 | [ 165 ] |
| 法國   | 2006年8月14日  | CD       | 索尼博德曼 | [ 166 ] |
| 波蘭   | 2006年8月14日  | CD       | 索尼博德曼 | [ 167 ] |
| 葡萄牙 | 2006年8月14日  | CD       | 索尼博德曼 | [ 168 ] |
| 英國   | 2006年8月14日  | CD       | RCA        | [ 169 ] |
| 加拿大 | 2006年8月15日  | CD       | 索尼博德曼 | [ 170 ] |
| 紐西蘭 | 2006年8月15日  | CD       | 索尼博德曼 | [ 171 ] |
| 美國   | 2006年8月15日  | CD       | RCA        | [ 172 ] |
| 丹麥   | 2006年8月16日  | CD       | 索尼博德曼 | [ 173 ] |
| 芬蘭   | 2006年8月16日  | CD       | 索尼博德曼 | [ 174 ] |
| 挪威   | 2006年8月16日  | CD       | 索尼博德曼 | [ 175 ] |
| 瑞典   | 2006年8月16日  | CD       | 索尼博德曼 | [ 176 ] |
| 台灣   | 2006年8月18日  | CD       | 索尼博德曼 | [ 177 ] |
| 美國   | 2006年10月15日 | 黑膠唱片 | RCA        | [ 178 ] |
| 德國   | 2006年10月27日 | 黑膠唱片 | 索尼博德曼 | [ 179 ] |
| 英國   | 2006年11月6日  | 黑膠唱片 | RCA        | [ 180 ] |